# 井川徳道
井川 徳道（いかわ のりみち、1929年3月20日 - 2024年5月16日）は、日本の映画美術監督。京都府京都市出身。

## 経歴
京都市立美術専門学校（現在の京都市立芸術大学）デザイン科を卒業後、52年に綜芸プロ、近代映画協会美術の美術助手を経て、54年に東映京都撮影所と契約。58年に沢島忠監督の『江戸の名物男　一心太助』で初めて美術監督となる。以来、東映を中心に約135本の劇場用映画に携わった。後に東映美術センターに所属。さらに 大阪芸術大学映像学科非常勤講師、客員教授など後進の指導に従事してきた。
2003年に旭日小綬章受賞、2011年に京都府文化功労章受賞。
2024年5月16日、老衰のため死去。95歳没。

## 受賞
- アジア映画祭美術賞（1960年）
- 日本映画技術賞:
  - 第24回（1970年）『緋牡丹博徒お竜参上』
  - 第38回（1984年）『序の舞』
- 京都市民映画祭美術賞（1971年）
- 第5回日本アカデミー賞最優秀美術賞（1982年）『魔界転生』
- 第49回毎日映画コンクール美術賞（1994年）『東雲楼 女の乱』
- 第36回増谷賞（2003年）[4]

## 主な美術担当作品
ほとんどの作品が所属していた東映京都撮影所によるものである。

### 映画
| - 江戸の名物男 一心太助（監督：沢島忠） - 紫頭巾（監督：大西秀明） - 殿さま弥次喜多 捕物道中（監督：沢島忠） - お役者文七捕物暦 蜘蛛の巣屋敷（監督：沢島忠） - 若君と次男坊（監督：小沢茂弘） - 真田風雲録（監督：加藤泰） - 旗本やくざ 五人のあばれ者（監督：小沢茂弘） - 十三人の刺客（監督：工藤栄一） - 股旅 三人やくざ（監督：沢島忠） - 明治侠客伝 三代目襲名（監督：加藤泰） - 沓掛時次郎 遊侠一匹（監督：加藤泰） - 冒険大活劇 黄金の盗賊（監督：沢島忠） - 懲役十八年（監督：加藤泰） - 強虫女と弱虫男（監督：新藤兼人） - 祇園祭（監督：伊藤大輔、山内鉄也） - 博徒列伝（監督：小沢茂弘） - 緋牡丹博徒 二代目襲名（監督：小沢茂弘） - やくざ刑罰史 私刑!（監督：石井輝男） - かげろう（監督：新藤兼人） - 日本女侠伝 真赤な度胸花（監督：降旗康男） - 緋牡丹博徒お竜参上（監督：加藤泰） - 関東テキヤ一家 天王寺の決斗（監督：鈴木則文） - 日本やくざ伝 総長への道（監督：マキノ雅弘） - 傷だらけの人生（監督：小沢茂弘） - まむしの兄弟 懲役十三回（監督：中島貞夫） - ゾロ目の三兄弟（監督：山下耕作） - まむしの兄弟 傷害恐喝十八犯（監督：中島貞夫） - 三池監獄 兇悪犯（監督：小沢茂弘） - 女番長 感化院脱走（監督：中島貞夫） - 山口組三代目（監督：山下耕作） - 仁義なき戦い 頂上作戦（監督：深作欣二） - 学生やくざ（監督：清水彰） - まむしの兄弟 二人合わせて30犯（監督：工藤栄一） - 殺人拳2（監督：小沢茂弘） - あゝ決戦航空隊（監督：山下耕作） - 逆襲! 殺人拳（監督：小沢茂弘） - 県警対組織暴力（監督：深作欣二） - 資金源強奪（監督：深作欣二） - 神戸国際ギャング（監督：田中登） - 強盗放火殺人囚（監督：山下耕作） - テキヤの石松（監督：小沢茂弘） | - 脱走遊戯（監督：山下耕作） - 沖縄やくざ戦争（監督：中島貞夫） - バカ政ホラ政トッパ政（監督：中島貞夫） - やくざ戦争 日本の首領（監督：中島貞夫） - 北陸代理戦争（監督：深作欣二） - 日本の仁義（監督：中島貞夫） - ゴルゴ13 九竜の首（監督：野田幸男） - 柳生一族の陰謀（監督：深作欣二） - 冬の華（監督：降旗康男） - 日本の首領 完結篇（監督：中島貞夫） - 赤穂城断絶（監督：深作欣二） - 総長の首（監督：中島貞夫） - 真田幸村の謀略（監督：中島貞夫） - 日本の黒幕（監督：降旗康男） - 影の軍団 服部半蔵（監督：工藤栄一） - 徳川一族の崩壊（監督：山下耕作） - 青春の門（監督：蔵原惟繕、深作欣二） - 魔界転生（監督：深作欣二） - 蔵の中（監督：高林陽一） - 青春の門 自立編（監督：蔵原惟繕） - 伊賀忍法帖（監督：斎藤光正） - 人生劇場（監督：深作欣二、佐藤純彌、中島貞夫） - 序の舞（監督：中島貞夫） - 空海（監督：佐藤純彌） - 修羅の群れ（監督：山下耕作） - 夢千代日記（監督：浦山桐郎） - 最後の博徒（監督：山下耕作） - 道（監督：蔵原惟繕） - 夜汽車（監督：山下耕作） - 将軍家光の乱心 激突（監督：降旗康男） - 極道の妻たち 三代目姐（監督：降旗康男） - 女帝 春日局（監督：中島貞夫） - 極道の妻たち 最後の戦い（監督：山下耕作） - 動天（監督：舛田利雄） - 福沢諭吉（監督：澤井信一郎） - 江戸城大乱（監督：澤井信一郎） - わが愛の譜 滝廉太郎物語（監督：澤井信一郎） - 首領を殺った男（監督：中島貞夫） - 東雲楼 女の乱（監督：関本郁夫） - 残侠 ZANKYO（監督：関本郁夫） |

### テレビドラマ
- 影の軍団シリーズ
- 暴れん坊将軍
- 遠山の金さん
- 水戸黄門

※ほか多数。

## 著作
- 『リアリズムと様式美-井川徳道の映画美術』ワイズ出版、2009年